# Toetsenbordindeling

Meest gebruikte indeling in Nederland

Een Duits toetsenbord

Dvorak-toetsenbord

Russische toetsenbordindeling

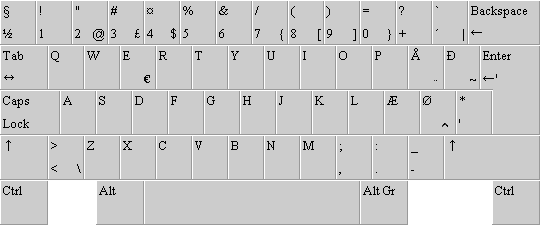
Een toetsenbord uit Faeröer

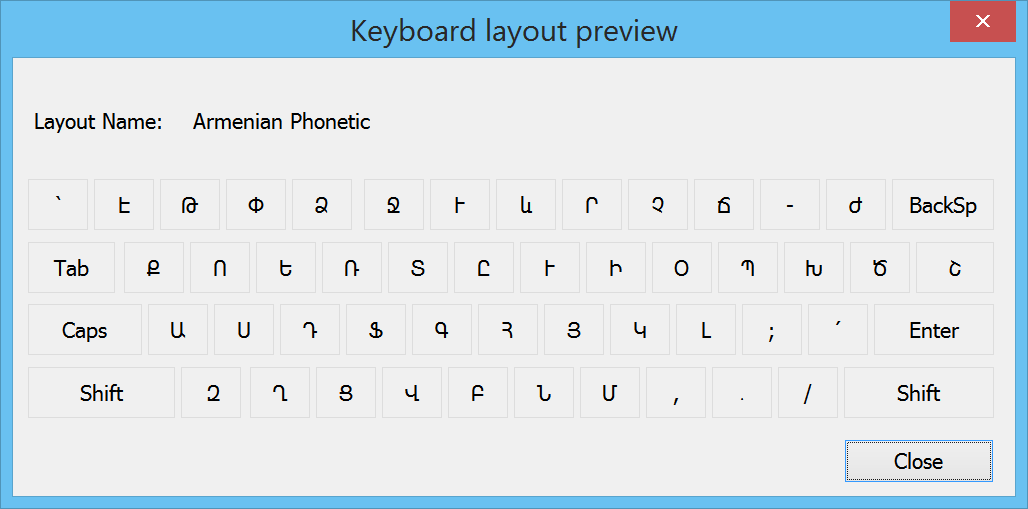
Armeens toetsenbord

Arabisch toetsenbord

Een toetsenbordindeling bepaalt welke tekens verschijnen als de toetsen van een toetsenbord worden ingedrukt. Het toetsenbord van een schrijfmachine heeft een enigszins gestandaardiseerde indeling; computers en andere apparaten met toetsenborden hebben deze indeling overgenomen.
De indeling is niet alfabetisch. Er wordt zelfs beweerd dat de indeling is ontworpen om snel typen te bemoeilijken, zodat de typearmen van een schrijfmachine niet te snel in elkaar slaan, een bezwaar dat bij latere schrijfmachines en computers niet meer bestaat.
Op een toetsenbord vindt men de gebruikelijke 26 letters, aangevuld met cijfers en leestekens. Afhankelijk van het taalgebied komen daar ook nog letters met diakrieten bij. 

## Schrijfmachine
Meestal kunnen er met elke toets twee tekens getypt worden: met de lettertoetsen een kleine letter en een hoofdletter, met andere toetsen twee verschillende leestekens of een cijfer en een leesteken. Omschakelen geschiedt met de hoofdlettertoets. Deze tilt de wagen op of laat de letterkooi met de typearmen zakken, waardoor een ander deel van de typearm het papier raakt. Bij latere schrijfmachines, zoals IBM Selectric en margrietwiel, werkt het anders, maar voor het toetsenbord maakt dat geen verschil.
Verder zijn er speciale functietoetsen: 
- spatiebalk
- hoofdlettertoets[1]
- vastzettoets, om de hoofdlettertoets in ingedrukte stand vast te houden[2]
- terugtoets, om de wagen een stap terug te duwen[3]
- tab, om de wagen verder te bewegen naar een vooraf ingestelde tabpositie
- return, om de wagen terug te bewegen naar de beginpositie en het papier op te schuiven[4]

De universeel gebruikelijke indeling van de 26 letters is bekend als QWERTY, naar de eerste zes letters op de bovenste rij. 
In sommige landen zijn er kleine afwijkingen: 
- QWERTZ: in het Duitse taalgebied en aangrenzende landen zijn  Z en Y verwisseld en letters als Ä, Ö, Ü, ß toegevoegd.
- AZERTY: in Frankrijk en België zijn QW en AZ verwisseld en bevindt M zich rechts van de L. Cijfers worden getypt met de hoofdlettertoets, want daaronder zitten letters met accenten: é, è, à enz. De letters met accenten zijn meestal alleen als kleine letter aanwezig.
- QZERTY: in Italië gebruikte men de Franse indeling, maar met Q en A op de gebruikelijke plek. Deze indeling is thans niet meer gebruikelijk.
- Andere  indelingen zijn: QÜERTY, ÄWERTY, ĄŽERTY
- Nederlandse toetsenborden hebben vaak een aparte toets voor ij.

In de plaatsing van de cijfers en leestekens is wat meer variatie.
Ontbreekt een toets voor een letter met diakriet, wat vaak in het Nederlandse en Engelse taalgebied het geval is, dan kan men een dode toets gebruiken. Wordt een lettertoets ingedrukt, dan schuift de wagen namelijk een positie op, maar bij de dode toetsen is dat niet het geval. Met deze toetsen wordt alleen een diakriet getypt. Daarna typt men een letter. Zo worden diakriet en letter gecombineerd.
Vaak ontbreekt het cijfer 1 en soms ook de 0. In plaats daarvan kan men de kleine l en de hoofdletter O gebruiken.

## Computer
Het toetsenbord van een computer heeft veel meer mogelijkheden. De indeling is afgeleid van de indeling van het schrijfmachinetoetsenbord. Er zijn veel functietoetsen toegevoegd voor de extra mogelijkheden van een computer. Dankzij toetsen als Ctrl, Alt en Alt Gr kunnen met veel toetsen meer dan twee tekens worden getypt. De vastzettoets (Shift lock) is vervangen door Caps lock, een toets die alleen invloed heeft op de letters en niet op andere tekens. Caps lock wordt handiger gevonden dan Shift lock, maar is op een mechanische schrijfmachine niet gemakkelijk te realiseren. Deze toets bevindt zich boven de linker hoofdlettertoets, net als bij de schrijfmachine, waar die plaatsing om mechanische redenen nodig is.
Computertoetsenborden die in Nederland worden verkocht, hebben meestal de Amerikaanse indeling, hoewel er een Nederlandse indeling gedefinieerd is.
Computertoetsenborden met een verschillende indeling verschillen alleen in het opschrift van de toetsen. Inwendig zijn ze identiek. Bijvoorbeeld, drukt men op de toets naast de linker Shift-toets, dan wordt altijd dezelfde code (de scancode, in dit geval 2C) naar de computer gestuurd. Deze code houdt verband met de plaats van de toets, niet met het opschrift ervan. Een tabel in de computer vertaalt 2C naar een letter: Z, Y of W. Het spreekt vanzelf dat deze tabel overeen moet komen met het opschrift van de toetsen.

## Opschrift
Het opschrift van een toets representeert natuurlijk het teken dat ermee wordt getypt. Omdat met elke toets - door gebruik van de hoofdlettertoets - twee tekens mogelijk zijn, staan er ook twee tekens op een toets. Dit geldt niet voor de letters, hier acht men het voldoende alleen de hoofdletter op de toets te vermelden.
Bij een computertoetsenbord staan de tekens vaak niet in het midden maar aan de linkerkant van de toets. Dit wordt gedaan omdat er soms, met Ctrl en Alt, meer dan twee tekens mogelijk zijn. De hoofdletters staan in de linkerbovenhoek van de toets.

## Dvorak
Veel alternatieve indelingen voor de QWERTY-indeling zijn voorgesteld, waarvan velen beweren dat daarmee voordelen te bereiken zijn zoals een hogere schrijfsnelheid. Een van de meest voorkomende alternatieve indelingen is het Dvorak-toetsenbord.